# Großer Preis von Bahrain 2021
Der Große Preis von Bahrain 2021 (offiziell Formula 1 Gulf Air Bahrain Grand Prix 2021) fand am 28. März auf dem Bahrain International Circuit in as-Sachir statt und war das erste Rennen der Formel-1-Weltmeisterschaft 2021.

## Bericht

### Hintergründe
Der Große Preis von Bahrain war nach ursprünglicher Planung als zweites Rennen der Formel-1-Weltmeisterschaft 2021 vorgesehen. Aufgrund von Einreisebeschränkungen infolge der COVID-19-Pandemie wurde der ursprünglich als Saisonauftakt vorgesehene Große Preis von Australien auf November verlegt, womit der Große Preis von Bahrain zum dritten Mal nach 2006 und 2010 den Saisonauftakt bildete.
Beim Großen Preis von Bahrain stellte Pirelli den Fahrern die Reifenmischungen P Zero Hard (weiß, Mischung C2), P Zero Medium (gelb, C3) und P Zero Soft (rot, C4), sowie für nasse Bedingungen Cinturato Intermediates (grün) und Cinturato Full-Wets (blau) zur Verfügung.
Das bisherige Team Racing Point trat bei diesem Grand Prix erstmals als Aston Martin an, das bisherige Renault-Team bestritt sein erstes Rennen unter dem Namen Alpine.
Nikita Masepin, Mick Schumacher (beide Haas) und Yuki Tsunoda (AlphaTauri) debütierten bei diesem Grand Prix in der Formel-1-Weltmeisterschaft. Sergio Pérez (Red Bull Racing), Daniel Ricciardo (McLaren), Carlos Sainz jr. (Ferrari) und Sebastian Vettel (Aston Martin) traten erstmals für ihre neuen Teams an. Fernando Alonso (Alpine) kehrte in die Formel-1-Weltmeisterschaft zurück und bestritt sein erstes Rennen seit dem Großen Preis von Abu Dhabi 2018.
Als amtierender Weltmeister ging Lewis Hamilton in die Saison.
Hamilton, George Russell (jeweils sechs), Lando Norris (fünf), Kimi Räikkönen (vier), Antonio Giovinazzi, Charles Leclerc, Lance Stroll (jeweils drei), Pérez (zwei), Esteban Ocon, Ricciardo und Sainz jr. (jeweils einer) gingen mit Strafpunkten ins Rennwochenende.
Mit Vettel, Hamilton (jeweils viermal) und Alonso (dreimal) traten drei ehemalige Sieger zu diesem Grand Prix an.
Als Rennkommissare für dieses Rennwochenende fungierten Tim Mayer (USA), Richard Norbury (GBR), Emanuele Pirro (ITA) und  Mazen Al-Hilli (BHR).

### Training
Im ersten freien Training war Max Verstappen mit einer Rundenzeit von 1:31,394 Minuten Schnellster vor Valtteri Bottas und Norris.
Auch im zweiten freien Training fuhr Verstappen die Bestzeit, diesmal mit einer Rundenzeit von 1:30,847 Minuten. Zweiter wurde Norris vor Hamilton.
Im dritten freien Training war Verstappen mit einer Rundenzeit von 1:30,577 Minuten abermals Schnellster, diesmal vor Hamilton und Pierre Gasly.

### Qualifying
Das Qualifying bestand aus drei Teilen mit einer Nettolaufzeit von 45 Minuten. Im ersten Qualifying-Segment (Q1) hatten die Fahrer 18 Minuten Zeit, um sich für das Rennen zu qualifizieren. Alle Fahrer, die im ersten Abschnitt eine Zeit erzielten, die maximal 107 Prozent der schnellsten Rundenzeit betrug, qualifizierten sich für den Grand Prix. Die besten 15 Fahrer erreichten den nächsten Teil. Verstappen war Schnellster. Die Haas-Piloten, Vettel, Nicholas Latifi und Ocon schieden aus.
Der zweite Abschnitt (Q2) dauerte 15 Minuten. Die schnellsten zehn Piloten qualifizierten sich für den dritten Teil des Qualifyings und mussten mit den hier verwendeten Reifen das Rennen starten, alle anderen hatten freie Reifenwahl für den Rennstart. Die AlphaTauri-, Mercedes- und Red-Bull-Piloten erzielten ihre schnellste Rundenzeit auf der Medium-Mischung, alle übrigen Fahrer auf Soft. Sainz jr. war Schnellster. Russell, die Alfa-Romeo-Fahrer, Tsunoda und Pérez schieden aus.
Der letzte Abschnitt (Q3) ging über eine Zeit von zwölf Minuten, in denen die ersten zehn Startpositionen vergeben wurden. Verstappen fuhr mit einer Rundenzeit von 1:28,997 Minuten die Bestzeit vor Hamilton und Bottas. Es war die vierte Pole-Position für Verstappen in der Formel-1-Weltmeisterschaft und das erste Mal, dass er in zwei aufeinanderfolgenden Rennen auf der Pole-Position startete.
Vettel wurde um fünf Positionen nach hinten versetzt, da er im Qualifying doppelt geschwenkte gelbe Flaggen ignoriert hatte. Außerdem erhielt er drei Strafpunkte.

### Rennen
Pérez blieb in der Einführungsrunde am Streckenrand stehen, daher wurde der Start abgebrochen und eine zweite Einführungsrunde durchgeführt. Die Renndistanz verkürzte sich somit um eine auf 56 Runden. Pérez musste aus der Boxengasse starten, sein Platz in der Startaufstellung blieb leer.
Verstappen blieb beim Start in Führung vor Hamilton, dahinter ging Leclerc an Bottas vorbei. Am Ende des Feldes schlug Masepin nach einem Fahrfehler in die Streckenbegrenzung ein und schied aus. Die Rennleitung schickte zur Bergung seines Wagens das Safety-Car auf die Strecke. Pérez nutzte die Safety-Car-Phase zum Reifenwechsel auf Medium.
Nach dem Neustart drehte sich Schumacher und fiel auf den letzten Platz zurück. Im Mittelfeld fuhr Gasly auf Ricciardo auf, dabei verlor Gasly seinen Frontflügel und musste an die Box fahren, um eine neue Fahrzeugnase montieren zu lassen. Norris ging in der neunten Runde an Leclerc vorbei und war nun Vierter, auch Stroll überholte Alonso im Kampf um den siebten Platz.
Alonso wechselte am Ende der elften Runde als erster Fahrer unter den ersten Zehn seine Reifen. Norris, Leclerc und Stroll wechselten eine Runde später, Stroll fiel dabei hinter Alonso zurück. Alle Piloten wechselten auf Medium.
In der 13. Runde wechselte Hamilton auf Hard, er kam nach dem Boxenstopp als Vierter auf die Strecke zurück. Auch Ricciardo wechselte die Reifen, er fiel ebenfalls hinter Alonso zurück. Hamilton überholte Sainz jr., der noch nicht ab der Box war und lag nun auf dem dritten Platz. Er fuhr mehrfach die bis dahin schnellste Runde des Rennens. Sainz jr. ging am Ende der Runde in die Box und wechselte auf Medium. Ricciardo ging an Alonso vorbei und war nun Achter, auch Stroll überholte den Alpine-Fahrer.
Bottas wechselte eine Runde später auf Hard und fiel hinter Pérez zurück, der nun Dritter war. Verstappen reagierte eine weitere Runde später und kam vor Pérez auf die Strecke zurück. Bottas überholte Pérez kurz darauf. Hamilton führte zu diesem Zeitpunkt vor Verstappen, Bottas, Pérez, Norris, Leclerc, Ricciardo, Vettel, Stroll und Alonso.
Vettel hatte jedoch noch keine Reifen gewechselt und ließ seinen Teamkollegen kurz darauf vorbei. Pérez fuhr zum zweiten Mal zum Reifenwechsel an die Box und ließ die Hard-Mischung aufziehen. Er fiel auf den zwölften Platz zurück. Vettel, Alonso und Sainz jr. kämpften um die Positionen acht bis zehn. Sainz jr. ging an seinen beiden Konkurrenten vorbei, kurz darauf gelang das gleiche auch Pérez. 
Verstappen konnte den Rückstand auf Hamilton Runde für Runde verkürzen. Am Ende der 24. Runde fuhr Vettel als letzter Pilot im Feld zum Boxenstopp, er wechselte auf Hard und fiel auf Platz 17 zurück. Pérez überholte auch Sainz jr. und lag nun auf der achten Position.
Hamilton fuhr in der 29. Runde erneut zum Reifenwechsel an die Box, er wechselte ein weiteres Mal auf Hard und fiel hinter Verstappen und Bottas zurück. Eine Runde später wechselte auch Bottas. Beim Boxenstopp gab es ein Problem mit dem rechten Vorderrad, sodass Bottas mehrere Sekunden verlor. Er fiel somit auch hinter Norris und Leclerc zurück. Pérez überholte Ricciardo und lag anschließend hinter Bottas.
Leclerc und Ricciardo wechselten in der 32. Runde auf Hard. Alonso stellte seinen Wagen in der gleichen Runde mit einem Bremsdefekt an der Box ab. Eine Runde später wechselte auch Norris auf Hard und lag nun auf dem sechsten Platz. In der 37. Runde fuhr auch Sainz jr. zum zweiten Reifenwechsel, er fiel auf Position neun zurück.
Pérez fuhr in Runde 38 zum dritten Reifenwechsel, anschließend kämpfte er mit Stroll um den siebten Platz. Stroll ging dabei zunächst an Pérez vorbei. Auch Verstappen wechselte eine Runde später seine Reifen, er erhielt die Hard-Mischung. Er kam acht Sekunden hinter Hamilton auf die Strecke zurück. Verstappen fuhr im Anschluss die bis dahin schnellste Runde des Rennens und verkürzte den Rückstand auf Hamilton.
Pérez überholte Ricciardo im Kampf um den sechsten Platz. Ocon überholte Vettel, der sich anschließend verbremste und mit Ocon kollidierte. Die Rennleitung untersuchte den Zwischenfall und sprach eine Zeitstrafe von zehn Sekunden gegen Vettel aus, zudem erhielt er zwei Strafpunkte. Sainz jr. überholte Stroll und war nun Achter.
In der 52. Runde lag Verstappen in Schlagdistanz zu Hamilton, konnte aber noch keinen Angriff starten. Pérez überholte unterdessen Leclerc. Eine Runde später ging Verstappen dann an Hamilton vorbei, wurde jedoch angewiesen, diesen wieder vorbeizulassen, da er sich beim Überholen durch das Verlassen der Strecke einen Vorteil verschafft hatte. In den folgenden Runden war er weiterhin in Schlagdistanz, kam jedoch nicht mehr vorbei. Bottas wechselte in der vorletzten Runde erneut die Reifen, er blieb dabei auf dem dritten Platz. Tsunoda ging in der letzten Runde noch an Stroll vorbei, in der Bottas noch die schnellste Rennrunde erzielte.
Hamilton gewann das Rennen vor Verstappen und Bottas. Es war der 96. Sieg für Hamilton in der Formel-1-Weltmeisterschaft. Die restlichen Punkteplatzierungen belegten Norris, Pérez, Leclerc, Ricciardo, Sainz jr., Tsunoda und Stroll. Die schnellste Rennrunde erzielte Bottas, der damit einen zusätzlichen Punkt erhielt.
Die Positionen in der Gesamtwertung entsprachen dem Rennergebnis. Bei den Konstrukteuren lag Mercedes vor Red Bull Racing und McLaren.

## Meldeliste
| Team                            | Nr. | Fahrer             | Chassis                           | Motor                             | Reifen |
| ------------------------------- | --- | ------------------ | --------------------------------- | --------------------------------- | ------ |
| Mercedes-AMG Petronas F1 Team   | 44  | Lewis Hamilton     | Mercedes-AMG F1 W12 E Performance | Mercedes-AMG F1 M12 E Performance | P      |
| Mercedes-AMG Petronas F1 Team   | 77  | Valtteri Bottas    | Mercedes-AMG F1 W12 E Performance | Mercedes-AMG F1 M12 E Performance | P      |
| Red Bull Racing Honda           | 33  | Max Verstappen     | Red Bull Racing RB16B             | Honda RA621H                      | P      |
| Red Bull Racing Honda           | 11  | Sergio Pérez       | Red Bull Racing RB16B             | Honda RA621H                      | P      |
| McLaren F1 Team                 | 03  | Daniel Ricciardo   | McLaren MCL35M                    | Mercedes-AMG F1 M12 E Performance | P      |
| McLaren F1 Team                 | 04  | Lando Norris       | McLaren MCL35M                    | Mercedes-AMG F1 M12 E Performance | P      |
| Aston Martin Cognizant F1 Team  | 18  | Lance Stroll       | Aston Martin AMR21                | Mercedes-AMG F1 M12 E Performance | P      |
| Aston Martin Cognizant F1 Team  | 05  | Sebastian Vettel   | Aston Martin AMR21                | Mercedes-AMG F1 M12 E Performance | P      |
| Alpine F1 Team                  | 14  | Fernando Alonso    | Alpine A521                       | Renault E-Tech 20B                | P      |
| Alpine F1 Team                  | 31  | Esteban Ocon       | Alpine A521                       | Renault E-Tech 20B                | P      |
| Scuderia Ferrari Mission Winnow | 16  | Charles Leclerc    | Ferrari SF21                      | Ferrari 065/6                     | P      |
| Scuderia Ferrari Mission Winnow | 55  | Carlos Sainz jr.   | Ferrari SF21                      | Ferrari 065/6                     | P      |
| Scuderia AlphaTauri Honda       | 22  | Yuki Tsunoda       | AlphaTauri AT02                   | Honda RA621H                      | P      |
| Scuderia AlphaTauri Honda       | 10  | Pierre Gasly       | AlphaTauri AT02                   | Honda RA621H                      | P      |
| Alfa Romeo Racing Orlen         | 07  | Kimi Räikkönen     | Alfa Romeo Racing C41             | Ferrari 065/6                     | P      |
| Alfa Romeo Racing Orlen         | 99  | Antonio Giovinazzi | Alfa Romeo Racing C41             | Ferrari 065/6                     | P      |
| Uralkali Haas F1 Team           | 09  | Nikita Masepin     | Haas VF-21                        | Ferrari 065/6                     | P      |
| Uralkali Haas F1 Team           | 47  | Mick Schumacher    | Haas VF-21                        | Ferrari 065/6                     | P      |
| Williams Racing                 | 63  | George Russell     | Williams FW43B                    | Mercedes-AMG F1 M12 E Performance | P      |
| Williams Racing                 | 06  | Nicholas Latifi    | Williams FW43B                    | Mercedes-AMG F1 M12 E Performance | P      |

## Klassifikationen

### Qualifying
| Pos.                                                                      | Fahrer             | Konstrukteur              | Q1       | Q2       | Q3       | Start |
| ------------------------------------------------------------------------- | ------------------ | ------------------------- | -------- | -------- | -------- | ----- |
| 01                                                                        | Max Verstappen     | Red Bull Racing-Honda     | 1:30,499 | 1:30,318 | 1:28,997 | 01    |
| 02                                                                        | Lewis Hamilton     | Mercedes                  | 1:30,617 | 1:30,085 | 1:29,385 | 02    |
| 03                                                                        | Valtteri Bottas    | Mercedes                  | 1:31,200 | 1:30,186 | 1:29,586 | 03    |
| 04                                                                        | Charles Leclerc    | Ferrari                   | 1:30,691 | 1:30,010 | 1:29,678 | 04    |
| 05                                                                        | Pierre Gasly       | AlphaTauri-Honda          | 1:30,848 | 1:30,513 | 1:29,809 | 05    |
| 06                                                                        | Daniel Ricciardo   | McLaren-Mercedes          | 1:30,795 | 1:30,222 | 1:29,927 | 06    |
| 07                                                                        | Lando Norris       | McLaren-Mercedes          | 1:30,902 | 1:30,099 | 1:29,974 | 07    |
| 08                                                                        | Carlos Sainz jr.   | Ferrari                   | 1:31,653 | 1:30,009 | 1:30,215 | 08    |
| 09                                                                        | Fernando Alonso    | Alpine-Renault            | 1:30,863 | 1:30,595 | 1:30,249 | 09    |
| 10                                                                        | Lance Stroll       | Aston Martin-Mercedes     | 1:31,261 | 1:30,624 | 1:30,601 | 10    |
| 11                                                                        | Sergio Pérez       | Red Bull Racing-Honda     | 1:31,165 | 1:30,659 | –        | 11    |
| 12                                                                        | Antonio Giovinazzi | Alfa Romeo Racing-Ferrari | 1:30,998 | 1:30,708 | –        | 12    |
| 13                                                                        | Yuki Tsunoda       | AlphaTauri-Honda          | 1:30,607 | 1:31,203 | –        | 13    |
| 14                                                                        | Kimi Räikkönen     | Alfa Romeo Racing-Ferrari | 1:31,547 | 1:31,238 | –        | 14    |
| 15                                                                        | George Russell     | Williams-Mercedes         | 1:31,316 | 1:33,430 | –        | 15    |
| 16                                                                        | Esteban Ocon       | Alpine-Renault            | 1:31,724 | –        | –        | 16    |
| 17                                                                        | Nicholas Latifi    | Williams-Mercedes         | 1:31,936 | –        | –        | 17    |
| 18                                                                        | Sebastian Vettel   | Aston Martin-Mercedes     | 1:32,056 | –        | –        | 20    |
| 19                                                                        | Mick Schumacher    | Haas-Ferrari              | 1:32,449 | –        | –        | 18    |
| 20                                                                        | Nikita Masepin     | Haas-Ferrari              | 1:33,273 | –        | –        | 19    |
| 107-Prozent-Zeit: 1:36,834 min (bezogen auf Q1-Bestzeit von 1:30,499 min) |                    |                           |          |          |          |       |

Anmerkungen
1. ↑  Vettel wurde um fünf Positionen nach hinten versetzt, da er im Qualifying doppelt geschwenkte gelbe Flaggen ignoriert hatte.

### Rennen
| Pos. | Fahrer             | Konstrukteur              | Runden | Stopps | Zeit        | Start | Schnellste Runde |
| ---- | ------------------ | ------------------------- | ------ | ------ | ----------- | ----- | ---------------- |
| 01   | Lewis Hamilton     | Mercedes                  | 56     | 2      | 1:32:03,897 | 02    | 1:34,015 (44.)   |
| 02   | Max Verstappen     | Red Bull Racing-Honda     | 56     | 2      | + 0,745     | 01    | 1:33,228 (41.)   |
| 03   | Valtteri Bottas    | Mercedes                  | 56     | 3      | + 37,383    | 03    | 1:32,090 (56.)   |
| 04   | Lando Norris       | McLaren-Mercedes          | 56     | 2      | + 46,466    | 07    | 1:34,396 (38.)   |
| 05   | Sergio Pérez       | Red Bull Racing-Honda     | 56     | 3      | + 52,047    | 11    | 1:33,970 (44.)   |
| 06   | Charles Leclerc    | Ferrari                   | 56     | 2      | + 59,090    | 04    | 1:34,988 (39.)   |
| 07   | Daniel Ricciardo   | McLaren-Mercedes          | 56     | 2      | + 1:06,004  | 06    | 1:34,932 (36.)   |
| 08   | Carlos Sainz jr.   | Ferrari                   | 56     | 2      | + 1:07,100  | 08    | 1:34,509 (48.)   |
| 09   | Yuki Tsunoda       | AlphaTauri-Honda          | 56     | 2      | + 1:25,692  | 13    | 1:34,761 (38.)   |
| 10   | Lance Stroll       | Aston Martin-Mercedes     | 56     | 2      | + 1:26,713  | 10    | 1:34,865 (31.)   |
| 11   | Kimi Räikkönen     | Alfa Romeo Racing-Ferrari | 56     | 2      | + 1:28,864  | 14    | 1:35,192 (45.)   |
| 12   | Antonio Giovinazzi | Alfa Romeo Racing-Ferrari | 55     | 2      | + 1 Runde   | 12    | 1:35,122 (32.)   |
| 13   | Esteban Ocon       | Alpine-Renault            | 55     | 2      | + 1 Runde   | 16    | 1:35,250 (33.)   |
| 14   | George Russell     | Williams-Mercedes         | 55     | 2      | + 1 Runde   | 15    | 1:35,036 (40.)   |
| 15   | Sebastian Vettel   | Aston Martin-Mercedes     | 55     | 1      | + 1 Runde   | 20    | 1:35,566 (26.)   |
| 16   | Mick Schumacher    | Haas-Ferrari              | 55     | 2      | + 1 Runde   | 18    | 1:36,134 (38.)   |
| 17   | Pierre Gasly       | AlphaTauri-Honda          | 52     | 3      | DNF         | 05    | 1:34,090 (48.)   |
| 18   | Nicholas Latifi    | Williams-Mercedes         | 51     | 2      | DNF         | 17    | 1:36,602 (16.)   |
| –    | Fernando Alonso    | Alpine-Renault            | 32     | 3      | DNF         | 09    | 1:36,063 (31.)   |
| –    | Nikita Masepin     | Haas-Ferrari              | 0      | 0      | DNF         | 19    | –                |

Anmerkungen
1. ↑  Vettel erhielt eine Zeitstrafe von zehn Sekunden für das Verursachen einer Kollision mit Ocon.

## WM-Stände nach dem Rennen
Die ersten zehn des Rennens bekamen 25, 18, 15, 12, 10, 8, 6, 4, 2 bzw. 1 Punkt(e). Zusätzlich gab es einen Punkt für die schnellste Rennrunde, da der Fahrer unter den ersten Zehn landete.

### Fahrerwertung
| Pos. | Fahrer           | Konstrukteur          | Punkte |
| ---- | ---------------- | --------------------- | ------ |
| 01   | Lewis Hamilton   | Mercedes              | 25     |
| 02   | Max Verstappen   | Red Bull Racing-Honda | 18     |
| 03   | Valtteri Bottas  | Mercedes              | 16     |
| 04   | Lando Norris     | McLaren-Mercedes      | 12     |
| 05   | Sergio Pérez     | Red Bull Racing-Honda | 10     |
| 06   | Charles Leclerc  | Ferrari               | 8      |
| 07   | Daniel Ricciardo | McLaren-Mercedes      | 6      |
| 08   | Carlos Sainz jr. | Ferrari               | 4      |
| 09   | Yuki Tsunoda     | AlphaTauri-Honda      | 2      |
| 10   | Lance Stroll     | Aston Martin-Mercedes | 1      |

| Pos. | Fahrer             | Konstrukteur              | Punkte |
| ---- | ------------------ | ------------------------- | ------ |
| 11   | Kimi Räikkönen     | Alfa Romeo Racing-Ferrari | 0      |
| 12   | Antonio Giovinazzi | Alfa Romeo Racing-Ferrari | 0      |
| 13   | Esteban Ocon       | Alpine-Renault            | 0      |
| 14   | George Russell     | Williams-Mercedes         | 0      |
| 15   | Sebastian Vettel   | Aston Martin-Mercedes     | 0      |
| 16   | Mick Schumacher    | Haas-Ferrari              | 0      |
| 17   | Pierre Gasly       | AlphaTauri-Honda          | 0      |
| 18   | Nicholas Latifi    | Williams-Mercedes         | 0      |
| –    | Fernando Alonso    | Alpine-Renault            | 0      |
| –    | Nikita Masepin     | Haas-Ferrari              | 0      |

### Konstrukteurswertung
| Pos. | Konstrukteur          | Punkte |
| ---- | --------------------- | ------ |
| 1    | Mercedes              | 41     |
| 2    | Red Bull Racing-Honda | 28     |
| 3    | McLaren-Mercedes      | 18     |
| 4    | Ferrari               | 12     |
| 5    | AlphaTauri-Honda      | 2      |

| Pos. | Konstrukteur              | Punkte |
| ---- | ------------------------- | ------ |
| 06   | Aston Martin-Mercedes     | 1      |
| 07   | Alfa Romeo Racing-Ferrari | 0      |
| 08   | Alpine-Renault            | 0      |
| 09   | Williams-Mercedes         | 0      |
| 10   | Haas-Ferrari              | 0      |